# El Ojo Mágico de Kelly
El Ojo Mágico de Kelly o Kelly, Ojo mágico (Kelly's Eye en el original inglés) es una serie de historietas británica creada por Tom Tully a los guiones y Francisco Solano López al dibujo para la revista Knockout de la editorial International Publishing Company el 21 de julio de 1962. Al año siguiente, pasó a la revista Valiant, donde continuó hasta 1971. Se publicaban dos páginas en cada número, siempre en blanco y negro. Relataba las aventuras de Tim Kelly, un joven inglés dotado con el Ojo de Zoltec, un talismán inca que otorga fantásticos poderes.

## Ediciones en español
La serie, con el título de Kelly, Ojo mágico fue publicada en España en varios formatos: 15 tebeos de 68 páginas en 1965 y 7 libros en rústica de alrededor de 300 páginas en 1971, ambos por Ediciones Vértice y con la distribución de las viñetas alterada; la de Mundicomics, también de 7 números, en 1981, y la de Surco en grapa en 1983.
Planeta DeAgostini ha anunciado su reedición a partir del 31 de agosto de 2010 con el título de El ojo mágico de Kelly en su colección "Biblioteca Grandes del cómic", junto a otros clásicos de la historieta británica como Zarpa de Acero de Ken Bulmer/Jesús Blasco y El imperio de Trigan de Mike Butterworth/Don Lawrence.